# 大須301ビル

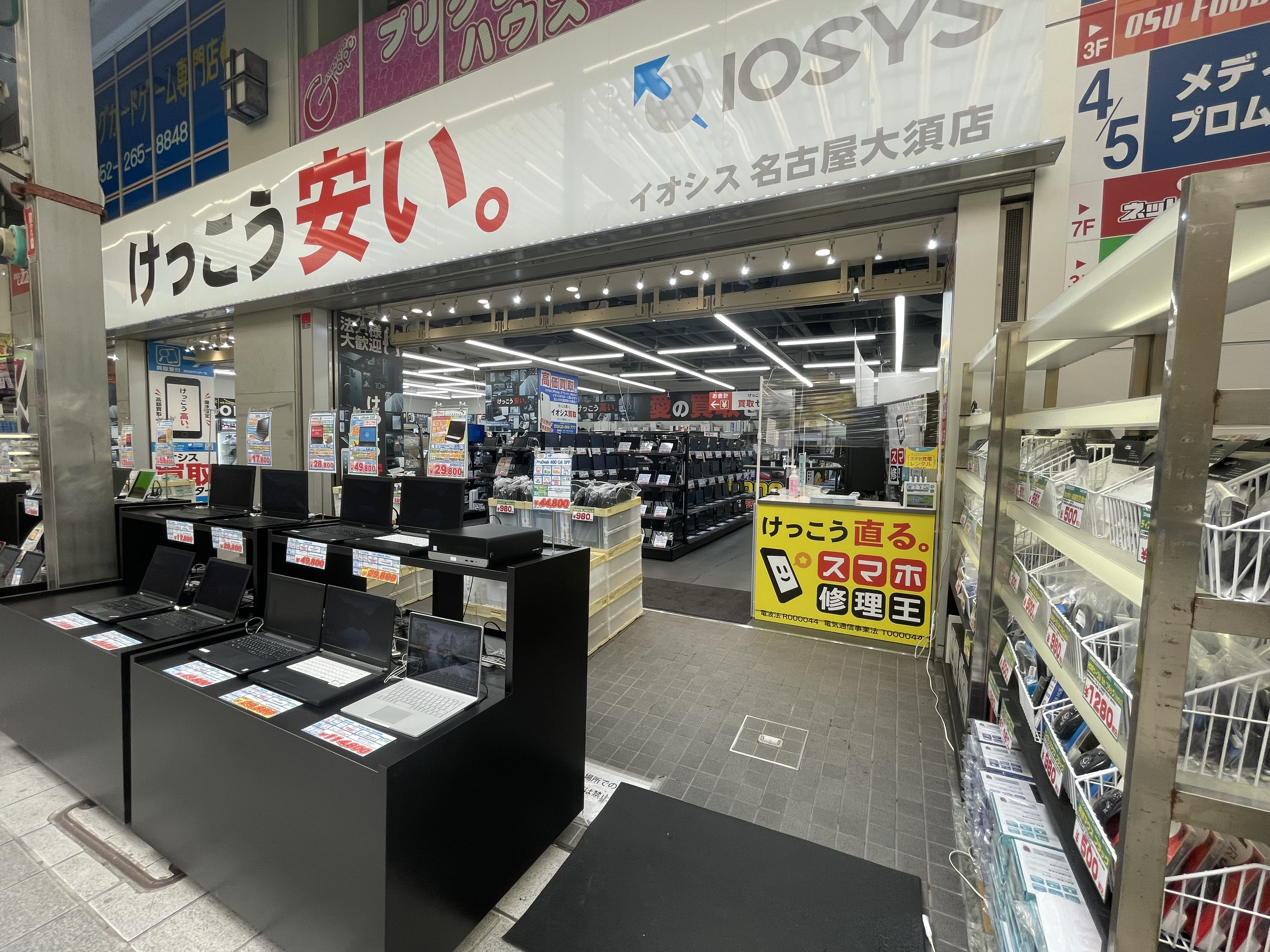
イオシス名古屋大須店

大須301ビル（おおす301ビル）は、愛知県名古屋市中区大須3-30-60（大須商店街）にある複合ビルである。

## 概要
大須30番第1地区第一種市街地再開発事業により、2003年（平成15年）12月6日にオープンした。地上12階・地下1階建て。
1階から3階部分は商業施設が入り、4階と5階にはクリニックや薬局、6階と7階にはオフィスが入る。なお、4階から12階はマンションとなっており、大須301ビルと一体化しているが、住所表示は異なる。
また、関連プロジェクトとして大須30番第2地区市街地再開発事業（万松寺ビル）がある。

## 店舗

### 7F：オフィス
- カラオケまねきねこ

### 6F：オフィス
- Unity Yoga
- 着物はなもり
- ワークナビ
- エイトナイン

### 5F：メディカル・ビジネスフロア
- 大須メンタルクリニック
- サンデンタル
- アットグラーロ
- プロジェクトセレネ

### 4F：メディカル・ビジネスフロア
- まきクリニック
- 愛知県医療健康保険組合
- 大須商業開発・共栄サービス

### 3F：フードフロア（旧大須中華街）
開業当初は複数の中華料理店・台湾料理店が入店して「大須中華街」と呼称していたが、2009年（平成21年）11月30日をもって閉店となった。その後、競艇の場外券売り場としてオープンする予定であったが景気悪化で採算が合わないと判断したため計画を断念。紆余曲折を経て現在はサイゼリヤなどが出店している。2011年（平成23年）夏以降、メイド喫茶や男装喫茶といったコスプレ系飲食店のほか、インド料理や朝鮮料理の店も出店しており、唯一の中国料理店は2011年（平成23年）12月に出店した明和酒家のみである。
- サイゼリヤ大須301ビル店（イタリアンレストラン）
- スパイスエクスプレス（インド料理）
- Momo in Wonderland（pink concept cafe）
- いろは（純情ロマン喫茶）
- MEMENTO MORI（メイドカフェ）
- らびあっと（うさ耳メイドカフェ）
- Abyss la portee（マーメイドカフェ）
- 明和酒家（中華料理）

### 2F：大須バザール
- e☆イヤホン
- アールジュネス名古屋店
- ONE WILL
- ネクサス
- プリクラハウス Grape
- トレーディングカード専門店アメニティードリーム
- ガチャパラ

### 1F：大須名店街
- 今井総本家
- ワイモバイル大須
- LAX
- 松屋コーヒー本店
- イオシス 名古屋大須店
- ABC-MART
- ジーンズメイト
- Blue Egg 名古屋
- ラーメン 豚山[3]
- じゃんぱら OSU301店

### B1F：大須エンターテイメント
- ドン・キホーテ - 2020年（令和2年）6月下旬開業[4]。

### 過去に存在した店舗
- YEP!SEOUL - 2Fに出店していたが、2015年（平成27年）8月23日に閉店。
- メディアカフェポパイ - 7Fに出店していたが、2020年（令和2年）10月15日に閉店。

## 交通アクセス
- 名古屋市営地下鉄名城線・鶴舞線 上前津駅から徒歩で約2分。